# M85-ös autóút (Magyarország)

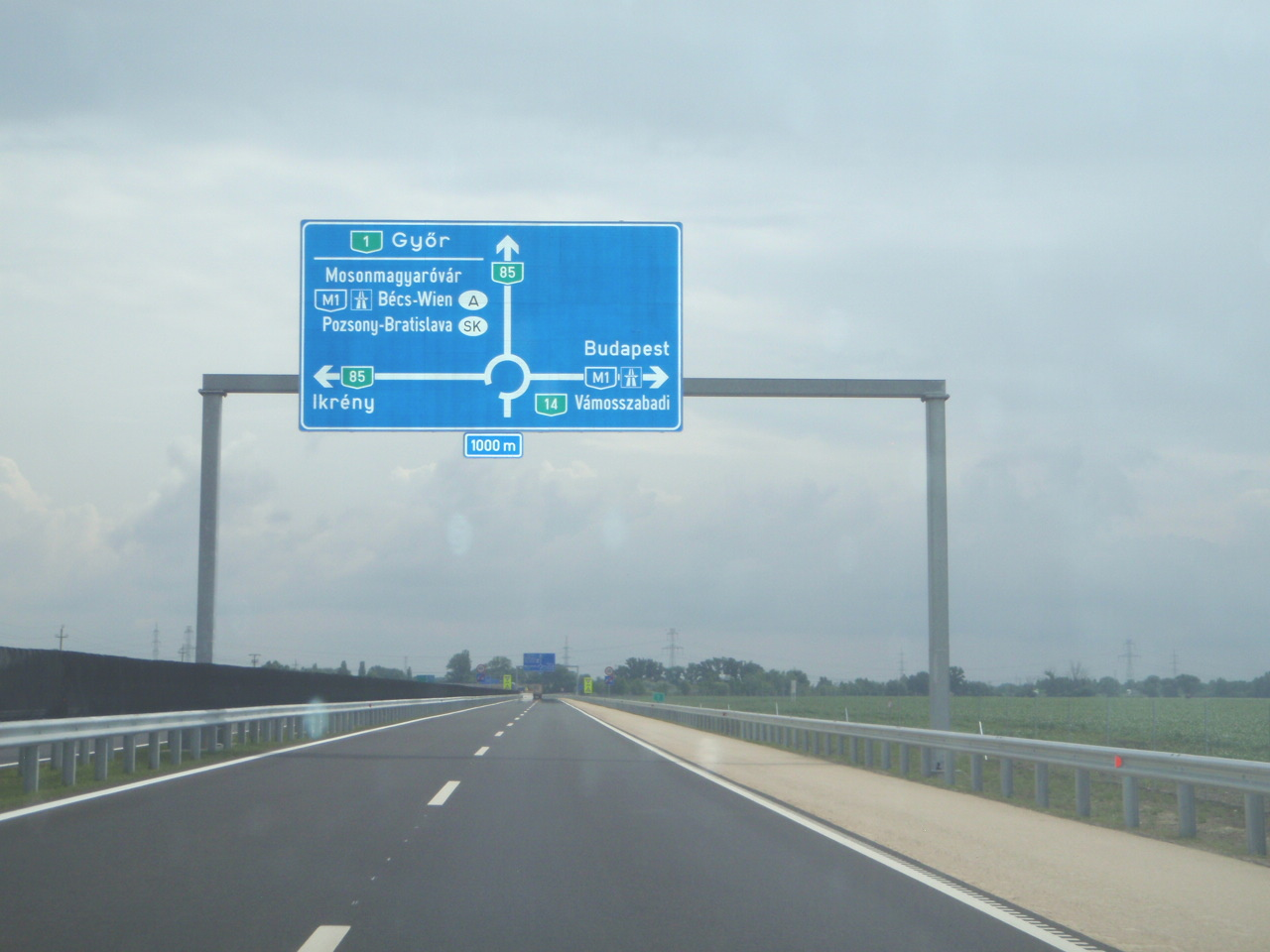
Az M85-ös autóút, 85-ös főút, M1-es autópálya csomópontja

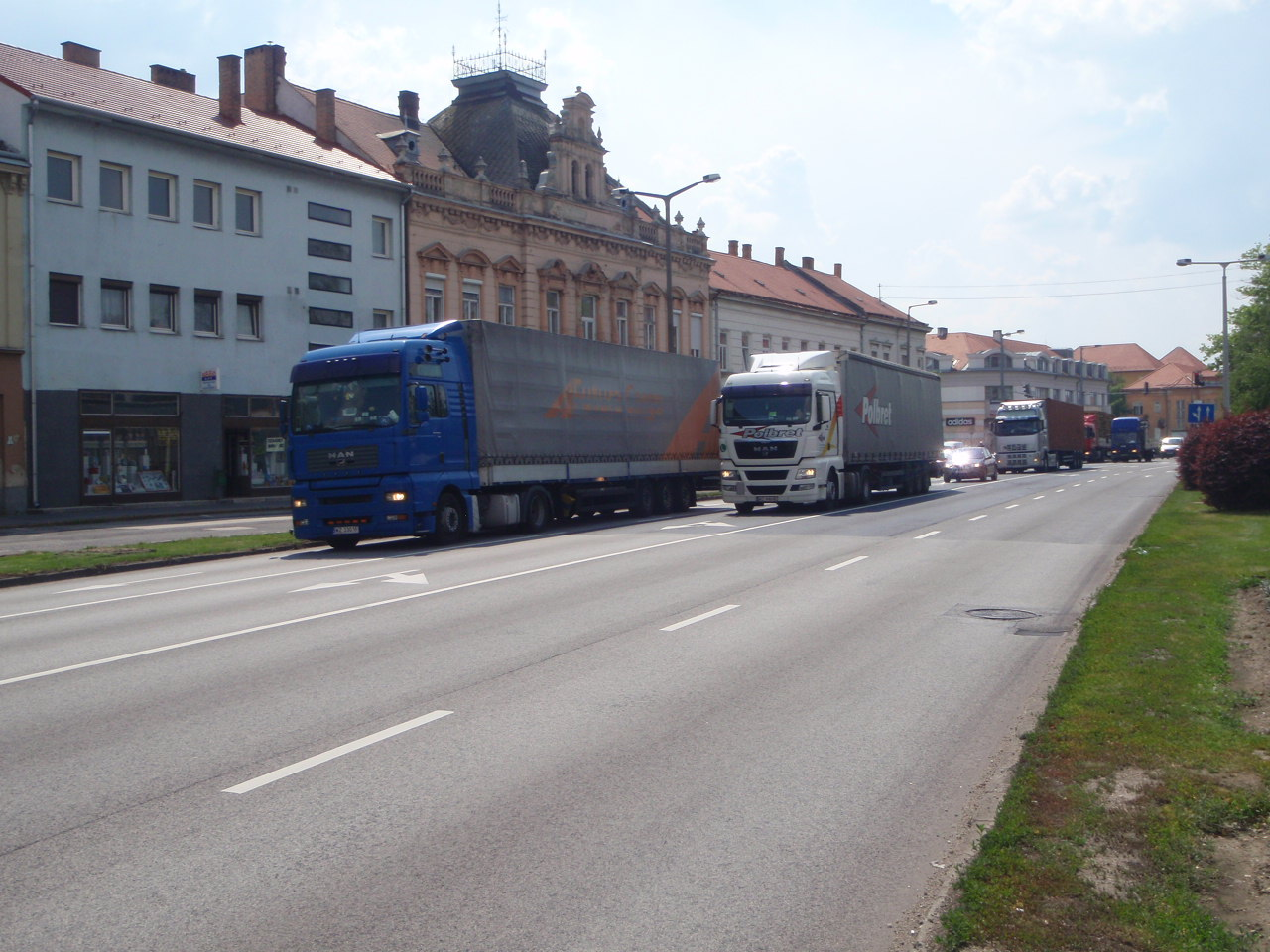
Az elkerülő elkészültéig naponta 4000 kamion haladt át Csorna belvárosában

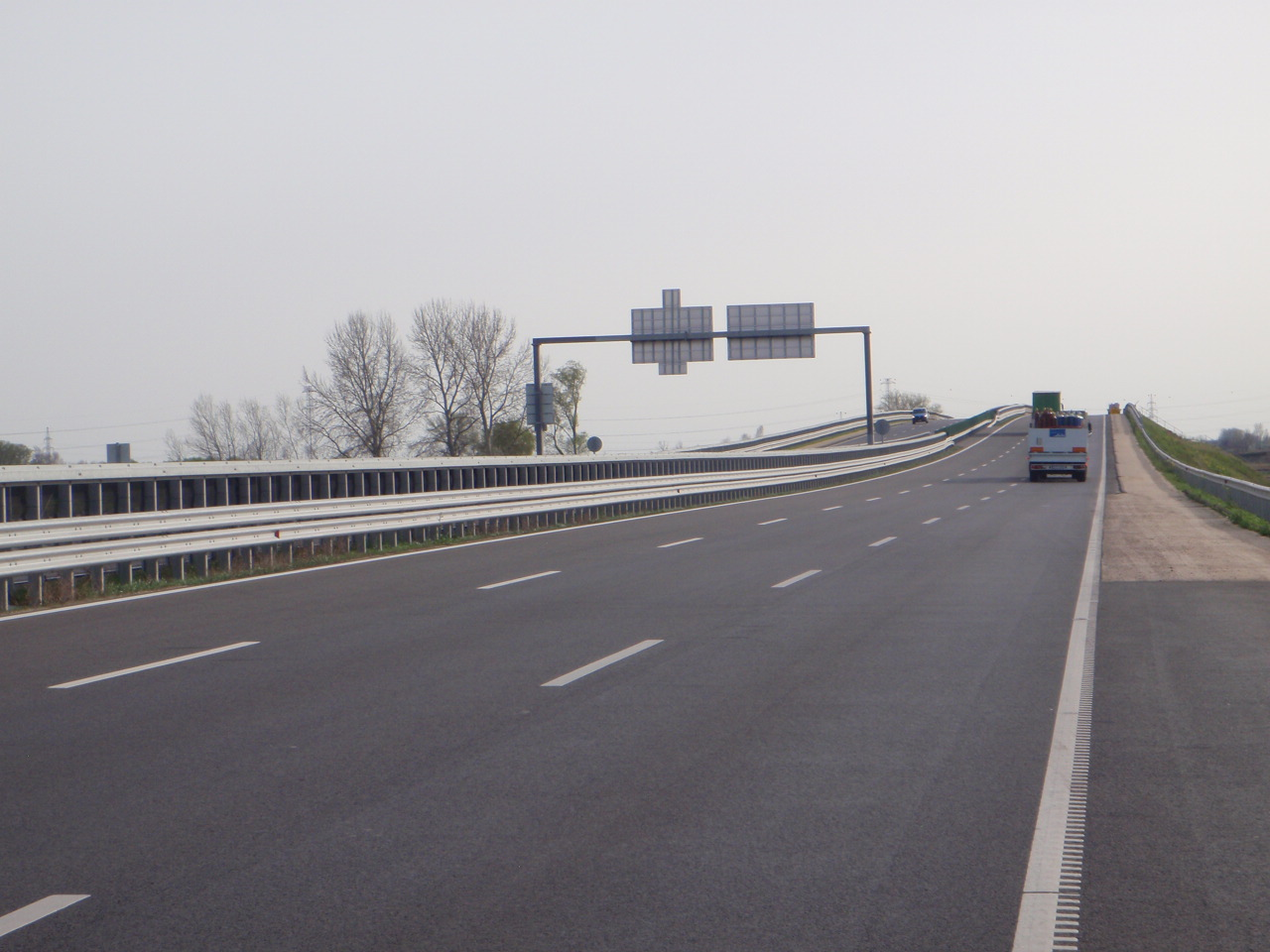
Csorna M85-M86 közös szakasz

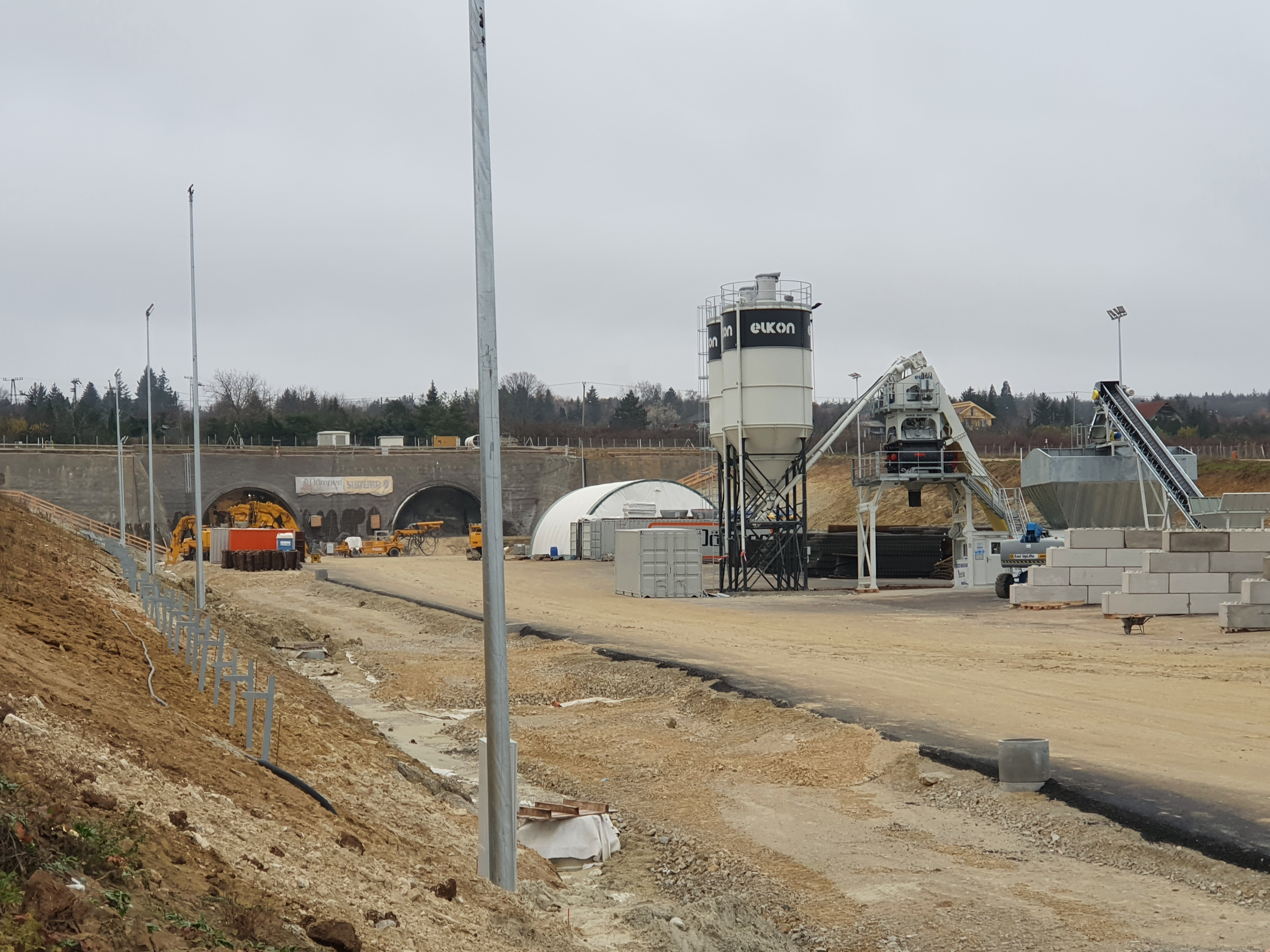
Épülő Soproni alagút 2020 novemberében

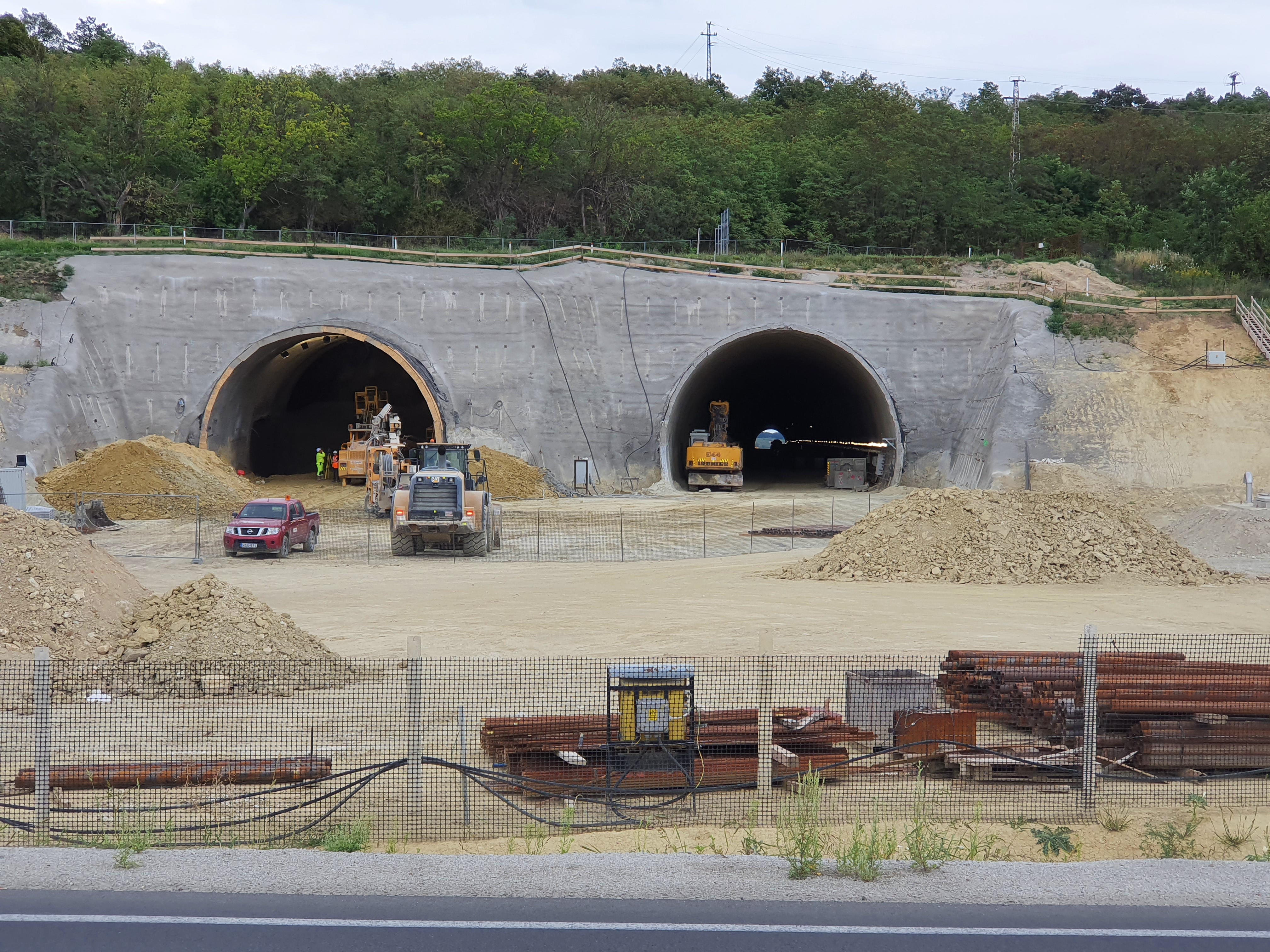
Épülő Soproni alagút 2022 augusztusában

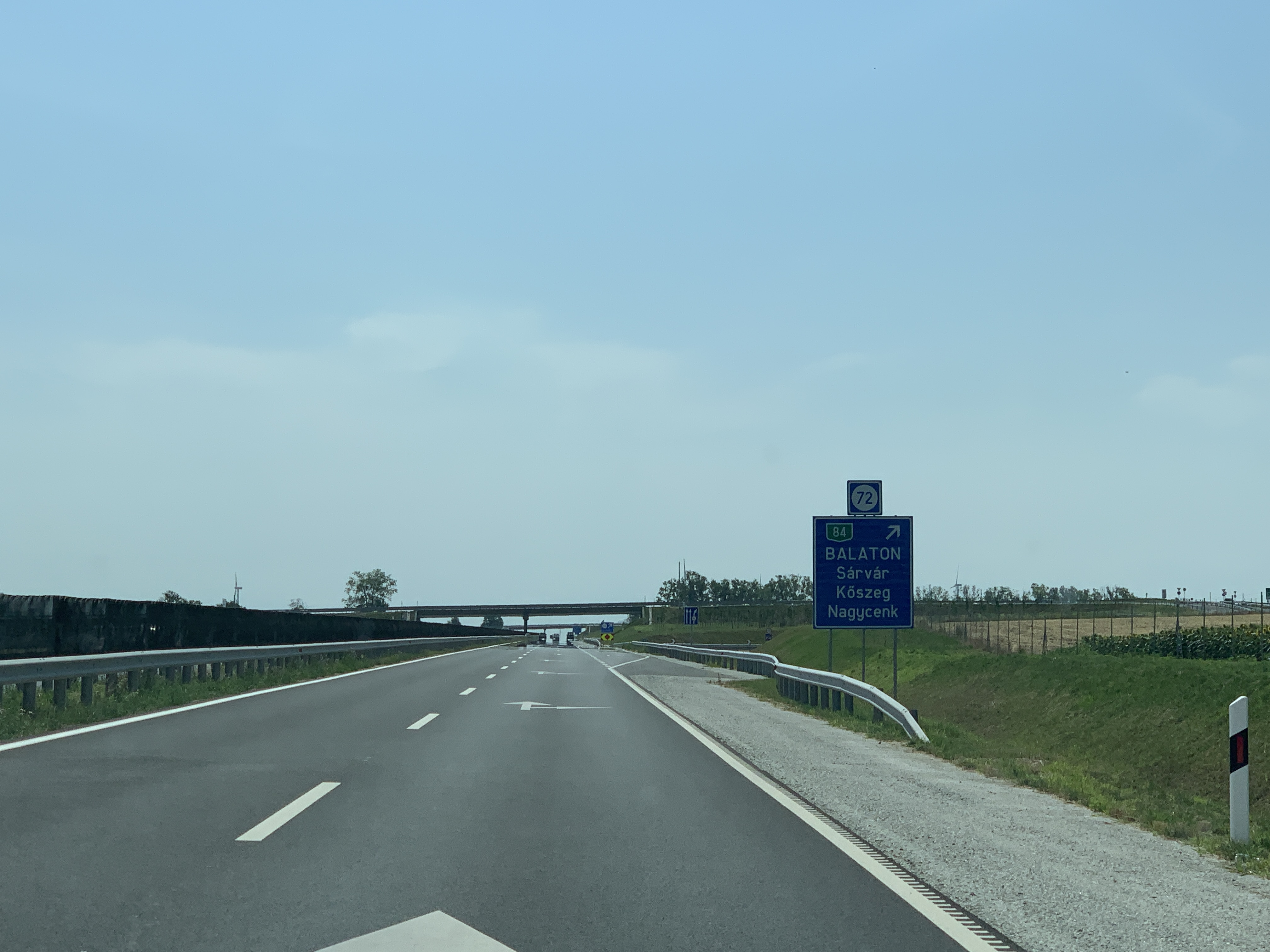
Az autóút a nagycenki csomópont előtt, Győr irányába

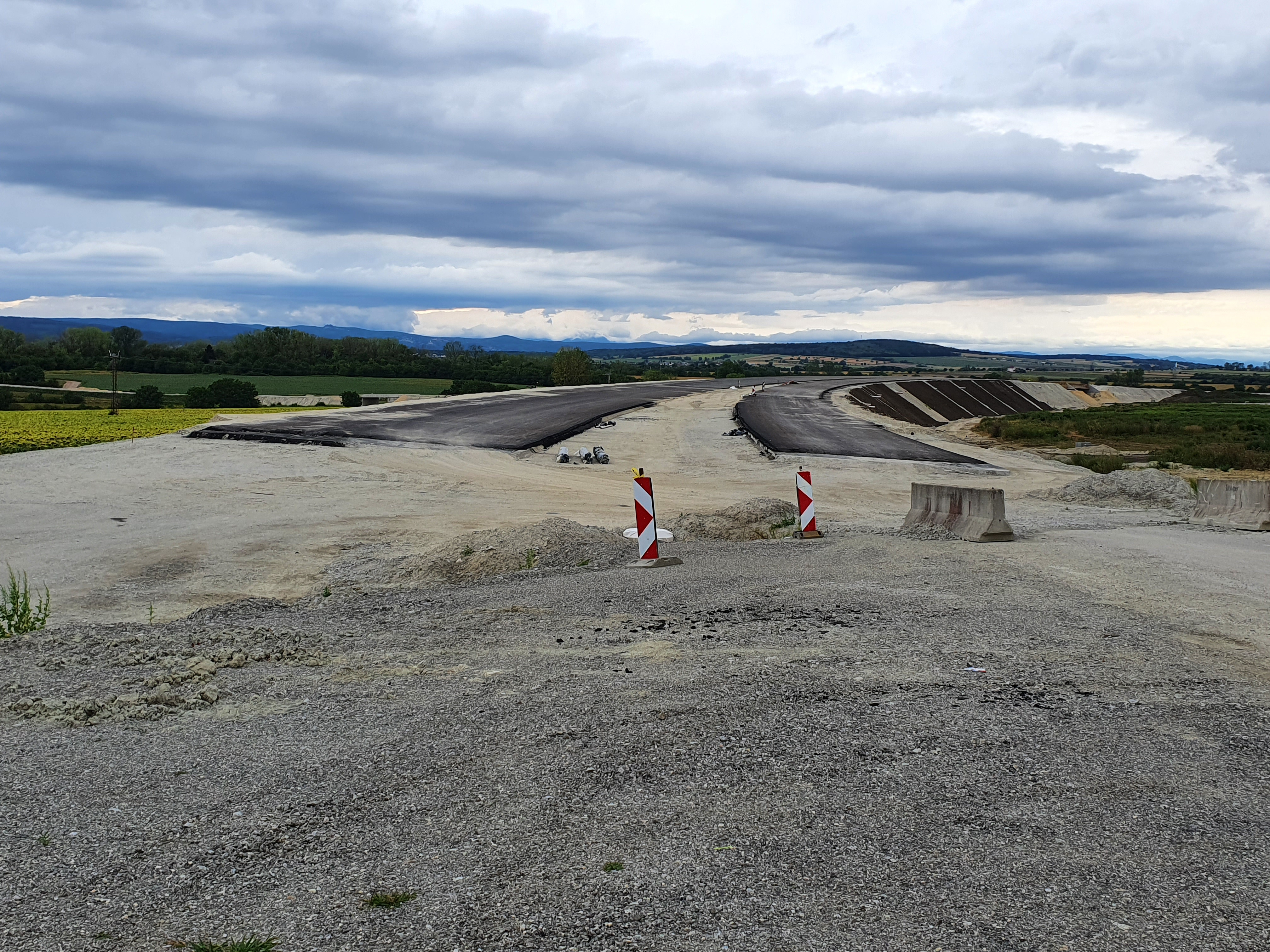
Az autóút országhatár előtti utolsó szakasza 2022 augusztusában

Az M85-ös autóút (irányonként két forgalmi sáv elválasztva, leállósáv nélkül) a Győr-Sopron szakaszon fut, a régi 85-ös főútvonalat tehermentesítve. 2008-ban elkezdődött az enesei elkerülőszakasz építése. Az első 7 km-es szakaszt 2011. december 21-én adták át. 2015. június 16-án átadták a Kóny – Győr szakaszt, amit szeptemberben a Csorna-kelet – Kóny szakasz követett. Csorna elkerülő I. 12,5 km-es szakaszának engedélyezési és kiviteli tervei 2013-ban készültek el. A Csorna elkerülő első ütem forgalomba helyezése 2015-ben, a második ütemé pedig 2017-ben megtörtént. Az autóút Csornától keletre eső szektora része a Győr-Szombathely között megépült M86-os gyorsforgalmi útnak, amely 2006-2016 között készült el tehermentesítve a 86-os főútvonalat. 
Csorna-nyugat és Sopron között 2020. december 16-án, az országhatárig tartó szakaszt a Soproni alagúttal pedig 2024. december 17-én adták át.

## Szakaszai
A kilométerszámozás az M1 autópályától indul.

### Eddig átadott szakaszok
2011. december 21-én átadták az Enesét elkerülő irányonként két sávos szakaszt, a 6+800-13+800 km szelvények között. A munkák kezdete 2009. július 20-a volt. Az átadása – a pótlólagos régészeti feltárások miatt – késett az eredeti tervekhez képest. Az útépítésen 2 db csomópont és 5 db aluljáró található. A napi 1200 tehergépkocsi és várhatóan a személygépkocsik jelentős része is elkerüli majd a jövőben a települést. Kivitelező: CÉ-LA Enese 2009 Konzorcium volt. A további építések kivitelezési ideje nem tisztázott. A szakaszt az ÁAK Lébényi Autópálya Mérnöksége üzemelteti.
2015. június 16-án átadták a Kóny-Győr 16 km-es összefüggő szakaszt, amely részét képezi a már 2011-ben elkészült 7 km-es Enese elkerülő is. Enese elkerülőt a kivitelezés utolsó két hónapjában lezárták és a forgalmat és azt a településen át vezető 85-ös főútra terelték.
A Nemzeti Infrastruktúra Fejlesztő Zrt. 241 000 m² terület megelőző régészeti feltárására kötött szerződést Győr-Moson-Sopron Megyei Múzeumok Igazgatóságával. A szerződések alapján a Múzeum a Győr – Enese szakaszon 49 000 m² területen végezte el a kivitelezések megkezdése előtt szükséges régészeti feltárásokat.
2013. január 2-án kiírták a Csorna I. ütem, Csorna-Enese, Enese-Győr szakasz kivitelezési pályázatát, a kivitelezési határidő 2015 első félév vége volt. A munkát 2013. júniusában kezdték és a CC M85. I. Konzorcium és az MK Csorna Konzorcium végezhette el. Győrnél új korforgalmi csomópont, míg Kónynál különszintű – ideiglenes végcsomópontként használt – kereszteződés is létesült.
2015. szeptember 9-én átadták a Kóny-Csorna és Csorna elkerülő szakaszokat, amellyel az autóút hossza 27,1 km-re nőtt.
A Győr – Csorna kelet + Csorna elkerülő között tervezett irányonként két sávos gyorsforgalmi út 5 fő szakaszra volt bontható. Ez magába foglalta a részütemek közül a 2015. június 16-án átadott 1-es főút (Magyarország) és M1 autópálya közötti főút négynyomúsítását ~2,0 km hosszban, és az M1 autópálya – Csorna kelet (elkerülőig) tartó irányonként két sávos gyorsforgalmi építését (Enese elkerülő nélkül) kb. 12,7 km hosszban, valamint az autóúttal párhuzamosan haladó 85. sz. főút útkorrekcióit. A kivitelezés első ütemben Kónyig készült el.
A Nemzeti Infrastruktúra Fejlesztő Zrt. 241 000 m² terület megelőző régészeti feltárására kötött szerződést Győr-Moson-Sopron Megyei Múzeumok Igazgatóságával. A szerződések alapján a Múzeum a Győr – Enese szakaszon 49.000, az Enese – Csorna szakaszon 105.000 a Csorna elkerülő I. ütemnél 87 000 m² területen végezte el a kivitelezések megkezdése előtt szükséges régészeti feltárásokat.
2013. január 2-án kiírták a Csorna I. ütem, Csorna-Enese, Enese-Győr szakasz kivitelezési pályázatát, a kivitelezési határidő 2015 első félév vége volt. A munkát a CC M85. I. Konzorcium és az MK Csorna Konzorcium végezhette el. A szakasz összesen 24 km új gyorsforgalmi utat foglalt magába.

#### Csorna elkerülő I. ütem
A gyorsforgalmi út legkritikusabb része Csorna városon átvezető 85-ös főút és 86-os főút közös, irányonként két sávos városközponti – Soproni úti – szakasza. A forgalom nagysága mellett ki kell emelni, hogy a nehézgépjárművek aránya igen magas. A 2010-es forgalom számlások alapján 85-ös főút forgalma 19.256 jármű/nap ebből 1574 a tehergépkocsi, amihez hozzájön a 86-os főúton 7856 jármű/nap, ebből teher 2374 jármű terhelése (ez 30%-a a forgalomnak). A csornai képviselő-testület 1998-ban döntötte el, hogy a 85-ös főút délről, a 86-os keletről kerülje el a várost. Ezt 1999 nyarán ismét megerősítették. Ezután tanulmánytervek és hatástanulmányok készültek a főutak fejlesztésére. 2001 júniusában a környezetvédelmi felügyelőség részletes környezeti hatástanulmány készítését írta elő. Az M85-ös gyorsforgalmi útra 2002. május 13-án adták ki a környezetvédelmi engedélyt. Az M86-os gyorsforgalmi út keleti elkerülő nyomvonalára viszont a részletes környezeti hatástanulmány elkészítése elmaradt. Az M85-ös végül is 2006. szeptember 29-én kapott építési engedélyt, azonban nem jelölte ki az M86-os csatlakozását. Időközben eldőlt, hogy a várost az M85-ös és M86-os utak fonódó majd elváló közös pályával kerülik el keletről, 3,5 km hosszan, irányonként három forgalmi sávos közös szakasszal. A közös szakasznak 17 műtárgya lett és keresztezi a Győr–Sopron és Pápa–Csorna-vasútvonalat is. A kivitelezést 30 milliárd forintért végezték el a 12,5 km-es szakaszon. Átadására 2015. szeptember 9-én került sor.

#### Csorna elkerülő II. ütem
A 4,5 km hosszú út szakasz Csorna dél és Csorna nyugat között halad (27+100-31+855 km szelvények között), érintve Jobaháza község igazgatási területét is. Az M85-ös szakasz építésének célja, hogy a 2015-ben átadásra került, Csornát csak délről és keletről elkerülő úthoz csatlakozzon, ezáltal 85-ös főút forgalmától is mentesítse Farád és Csorna településeket. Csorna nyugat csomóponttól új átkötő út épült északi irányba Farádtól nyugatra. Ez az M85 és 85-ös főút közötti új út felüljáróval keresztezi a Győr–Sopron-vasútvonalat és körforgalmi csomóponttal éri el a 85-ös főutat. Átadására 2017. december 15-én került sor. A kivitelezésre és a kivitelező kiválasztására 2015. októberében közbeszerzési eljárást hirdettek, amelynek nyertese 2016. április 14-én a ST-M85-II konzorcium lett (STR Építő Kft., TRSZ Kft. tagokból). A beruházást 2016. május 19-től nettó 13,845 milliárdból valósították meg.

#### Csorna-nyugat – Sopron-kelet
A Csorna és Sopron-kelet közötti 57,9 km-es szakasz kivitelezésére 4 szakaszra osztott tendert írtak ki 2017-ben. A 2017. december 1-én ismertetettek szerint a Csorna és Fertőd-Endrédmajor csomópont között 20,05 kilométeres pályát a Strabag Építő Kft., a Strabag AG és a Belfry PE Kft. konzorciuma építheti meg nettó 51,9 milliárd forintért. A Fertőd-Endrédmajor csomópont és Nagylózs között 15,6 kilométeres utat az EuroaAszfalt Kft., a Swietelsky Magyarország Kft. és a Betonútépítő Zrt. alkotta konzorciumot kivitelezheti nettó 48,1 milliárd forintért. A Nagylózs és Sopron-kelet között 15,4 kilométeren a Dömper Kft. és a Subterra-Raab Kft. ajánlatát fogadták el 53,09 milliárdért. 2018. február 26-án a Sopron-kelet csomópontnál a kivitelező megkezdte a felvonulást a munkaterületre. A hivatalos alapkő letételre 2018. március 6-án került sor. Átadása 2020. december 16-án megtörtént.

#### Sopron-kelet – Balfi csomópont
A szakasz kivitelezése a Fertőrákos csomópontig tartó szakasz része volt, amelynek átadása a forgalmi igények alapján – a Pozsonyi út átépítése és a Mély út kialakítása miatt – 2021 decemberéig csúszott. A Sopron Kelet forgalmi csomópont – Balfi csomópontok közötti 2,5 km-es szakasz forgalom alá helyezése 2021. június 9-én megtörtént.

#### Balfi csomópont – Fertőrákos csomópont
A Dömper Kft. és a Subterra-Raab Kft. cégcsoport nyerte a Sopron-kelet és a fertőrákosi csomópont között 6,4 kilométeres autóutat nettó 17,7 milliárd forintért. 2018. február 26-án a Sopron-kelet csomópontnál a kivitelező megkezdte a felvonulást a munkaterületre. A hivatalos alapkő letételre 2018. március 6-án került sor. A Sopron-kelet és Fertőrákos szakasz kivitelezése várhatóan 2020-ban befejeződik, átadására mégis 2021. évvégéig várni kell, mivel a temető melletti kis átmérőjű körforgalom várhatóan nem lesz képes a fertőrákosi csomópontra terelődő forgalom levezetésére. 2020. szeptember 16-án ezért közzétették a temető területét északról elkerülő Mély út új közút kialakításának környezetvédelmi engedélyére irányuló eljárás közleményét. A közút szakasz kiváltja a "Körzős körforgalom" szűk keresztmetszetét. Az elkerülő útszakasz kivitelezése viszont 2021 évvége előtt nem fog befejeződni, így az autóút átadása várhatóan csúszni fog. A Pozsonyi út felújítása miatt az autóút Fertőrákosi csomópont felé tartó pályája 2021. június 14-étől északi irányba ideiglenesen – terelő útként – megnyitásra kerül egy sávban 60 km/h sebességkorlátozás mellett. A Fertőrákos csomóponttól a bal pálya – déli irányban is – sebességkorlátozás mellett 2021. július 22-én megnyitásra került. A Mély út és az M85-ös Fertőrákos csomópontig tartó szakasz végleges átadására 2021. december 10-én került sor.

### Fertőrákos csomópont-országhatár
2019. június 11-én bejelentették, hogy nettó 49,9 milliárd forintért a Dömper Kft. és a Pannon-Doprastav Kft. és a Subterra-Raab Kft. Konzorciuma építi meg a fertőrákosi csomópont és a soproni országhatár közötti 3,95 kilométer hosszú, irányonként két forgalmi sávos pályát (89+000 kilométertől és 92+950 kilométer között), egy 780 méter hosszú közúti alagutat és két közúti hidat, a 92+950 kilométertől egy ideiglenes, irányonként két sávos visszakötést a 84. főútig 725 méter hosszan. A projekt részeként elkészül Sopron északnyugati elkerülője 3,6 kilométer újépítésű út és felújítják a 84-es főút már eddig is használt irányonként két sávos szakaszát egészen a határátkelőig és annak területén is dolgoznak majd. A terület előkészítési munkák 2019. telén elkezdődtek a régészeti feltárással az alagút északnyugati bejáratánál és az ott tervezett forgalmi csomópontnál. 2020. márciusától előkészületek kezdődtek az alagút építéshez szükséges földmunka elvégzésével, az oda vezető nyomvonal humuszolásával. Az alagút építése 2020. október 26-án megkezdődött.
Átadása 2024. december 14-én történt meg.

### Tervezési előzmények

#### Pereszteg-Sopron-kelet
A Pereszteg–Sopron-országhatár közötti 27 km-es szakasz előkészítése a 2000-es évek elején kezdődött. A korábbi tanulmányterveket és nyomvonalat időközben a NATURA 2000 területek miatt módosítani és kiegészíteni kellett. Az új megvalósíthatósági hatástanulmány és kiegészítő környezetvédelmi dokumentáció elkészítésére az M85 Konzorcium (UTIBER Közúti Beruházó Kft., UVATERV Zrt.) nyert el nettó 138,7 millió forintért megbízást. Kivitelezése 2017 és 2020 között várható. Az autóút Pereszteg, Nagycenk és Kópháza déli oldalán a Sopron–Szombathely-vasútvonallal párhuzamosan fog futni,, aztán Balf felé kanyarodik. Sopronba a Pihenőkereszt felett ér be, a volt katonai lőtéren keresztül, a Pozsonyi utat keresztezve elfordul a Virágvölgy felé és eléri a Bécsi dombot. A 84-es főút alatt jön ki a Wabitól ötven méterre és az Arcusnál csatlakozik be a jelenlegi útba. Az irányonként két sávos autóút 110 km/h sebesség lesz megengedett, hasonlóan a Bécsi dombnál lévő 780 méter hosszú alagútban is, amely a Dudlesz alatt tör át. Az alagút hossza 2017. márciusi tervek alapján hosszabbodott meg 490 m-ről 780 m-re, így kedvezőbb környezetvédelmi hatást érve el.
A Pereszteg-országhatár szakasz 2015. októberében környezetvédelmi engedélyt kapott.

#### Csorna–Vitnyéd-Pereszteg
2014. március 12-én kiírta a Nemzeti Infrastruktúra Fejlesztő Zrt. a közbeszerzési eljárást a 38 km hosszú, irányonként két sávosra tervezett autóút Csorna-Pereszteg közötti szakaszának megvalósíthatósági tanulmány, közúti biztonsági hatásvizsgálat, illetve a Natura 2000 területek vizsgálata, a részletes környezetvédelmi hatásvizsgálati dokumentáció elkészítése és engedélyeztetésére. A kivitelezés biztosított finanszírozás esetén 2020-ban kezdődhet és 2022-ben – utolsó szakaszaként az autóútnak – készülhet el.
Időközben úgy módosult volna a tervezet, hogy egy kormányhatározat alapján, hogy 2020-ig csak Vitnyédig készülhetett volna el az irányonként egy sávos útként, míg a további 20 km-es szakasz építése ezen európai uniós ciklusban nem volt várható. Az építési engedélyek alapján – az eredeti tervek szerint – a kivitelezés irányonként két sávos autóútként zajlik.
Ha teljes szakasz átadásra kerül, akkor az M1-es autópálya mellett újabb gyorsforgalmi kapcsolat jön létre Bécsújhely és Bécs felé Sopron érintésével.

## Hidak
Az üzemelő M85-ös szakaszon 15 híd, 4 különszintű és 10 körforgalmú csomópont épült. A csornai elkerülő szakaszon pedig 17 híd, 3 különszintű és 3 körforgalmú csomópont létesült. Kópháza mellett a szakasz legnagyobb szabadnyílású műtárgyai létesültek: egy közúti felüljáró és tőle nem messze egy vadátjáró. Mindkettő öszvér szerkezetű acéltartós műtárgy: felüljáró az autóutat és a GYSEV vasútvonalat is áthidalva és ugyancsak az autóútat és vele párhuzamos vasutat egyszerre keresztező vadátjáró, melyeknek a legnagyobb szabadnyílása 29,62 m, támaszköze: 11,46+40,95+33,85+10,17 m. Nagycenknél az M85 autóút felett a Sopron–Szombathely-vasútvonalon rácsos főtartós acél szerkezetű vasúti híd épült.

## Balesetek
2016.09.16. 04.45 | 13. km szelvény
Álló kamionba rohant az autós – 1 halott Archiválva 2020. február 29-i dátummal a Wayback Machine-ben
2017.05.18. 18.58 | 8. km szelvény 
Jobbról előzött és 150 km/h sebességgel haladt – 2 halott Archiválva 2020. március 1-i dátummal a Wayback Machine-ben
2020.02.29. 20.48.  | 17. km szelvény
Halálos gyalogos gázolás Kónynál – 1 halott
2020.03.14. 18.45 | 22. km szelvény Csornánál, Szombathely felé vezető oldal
Szalagkorlátnak ütközött egy autó az M85-ösön Csornánál Archiválva 2020. március 16-i dátummal a Wayback Machine-ben
2020.05.29. 07.30 | 7. km szelvény Rábapatona
Súlyos baleset az M85-ön, Rábapatonánál: két sérültet kórházba vittek Archiválva 2020. június 15-i dátummal a Wayback Machine-ben
2021.06.02. 14.51 | 65. km szelvény Nagylózs https://index.hu/belfold/2021/06/04/forgalommal-szemben-m85-nagylozs-magyar-kozut-autout-kozlekedes-baleset/
2022.10.27. 05.00 | 1. km szelvény Ikrény
Felborult egy autó Győrnél, egy ember meghalt

## Díjfizetés
Az M85-ös autóút használata  – az eddig átadott teljes hosszában – díjköteles; országos vagy Győr-Moson-Sopron vármegyei e-matricával vehető igénybe.

## M85-ös kivitelezésének életképeiCsorna-Nyugat –Sopronszakaszon

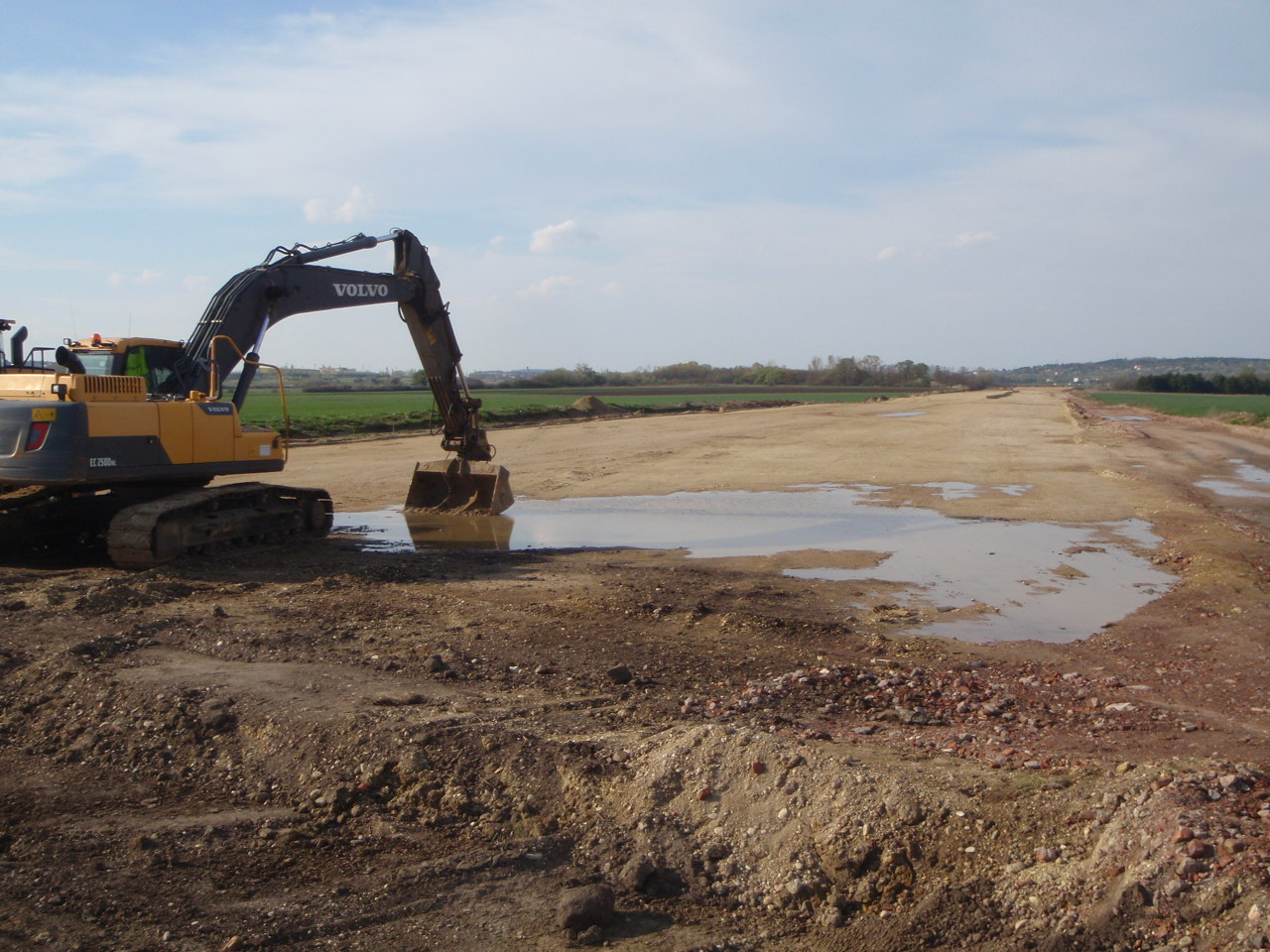
Sopron-Kópháza szakaszon az M85 autóút építése (2019. április)
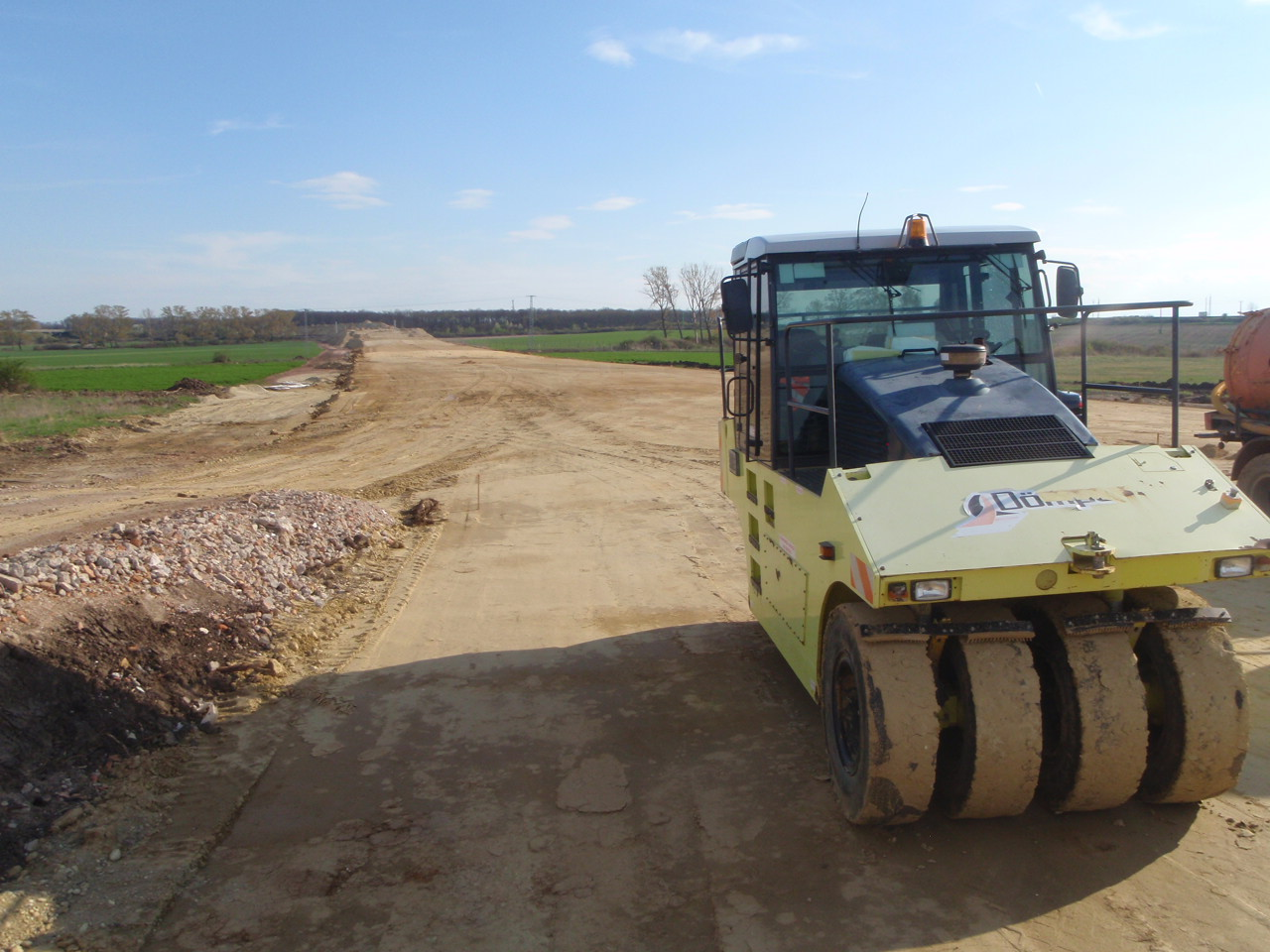
Sopron szakaszon az M85 autóút építése (2019. április)
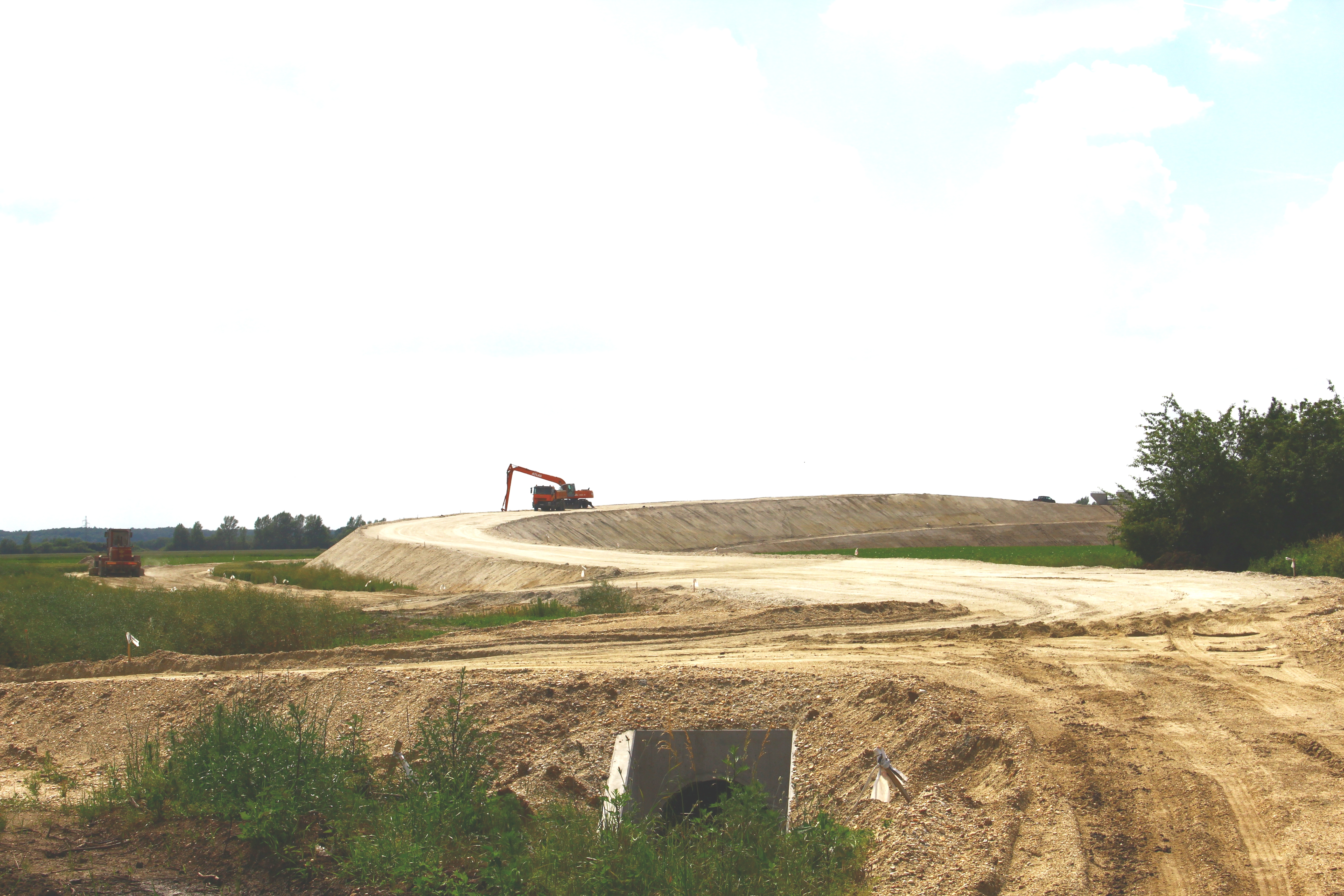
M85-ös építése Babót és Bogyoszló között, 2019. június
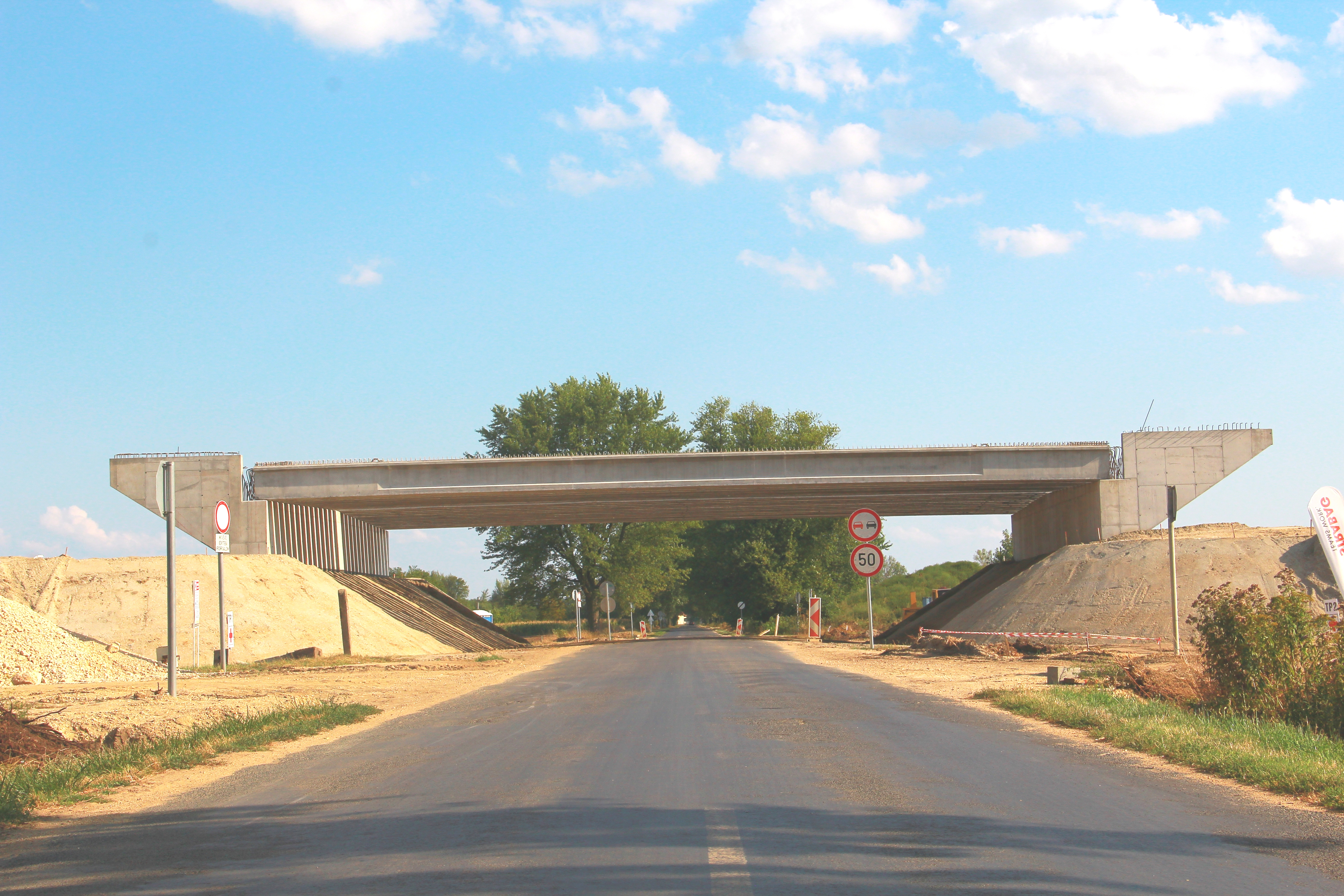
M85-ös építése Rábatamásinál 2019. augusztus
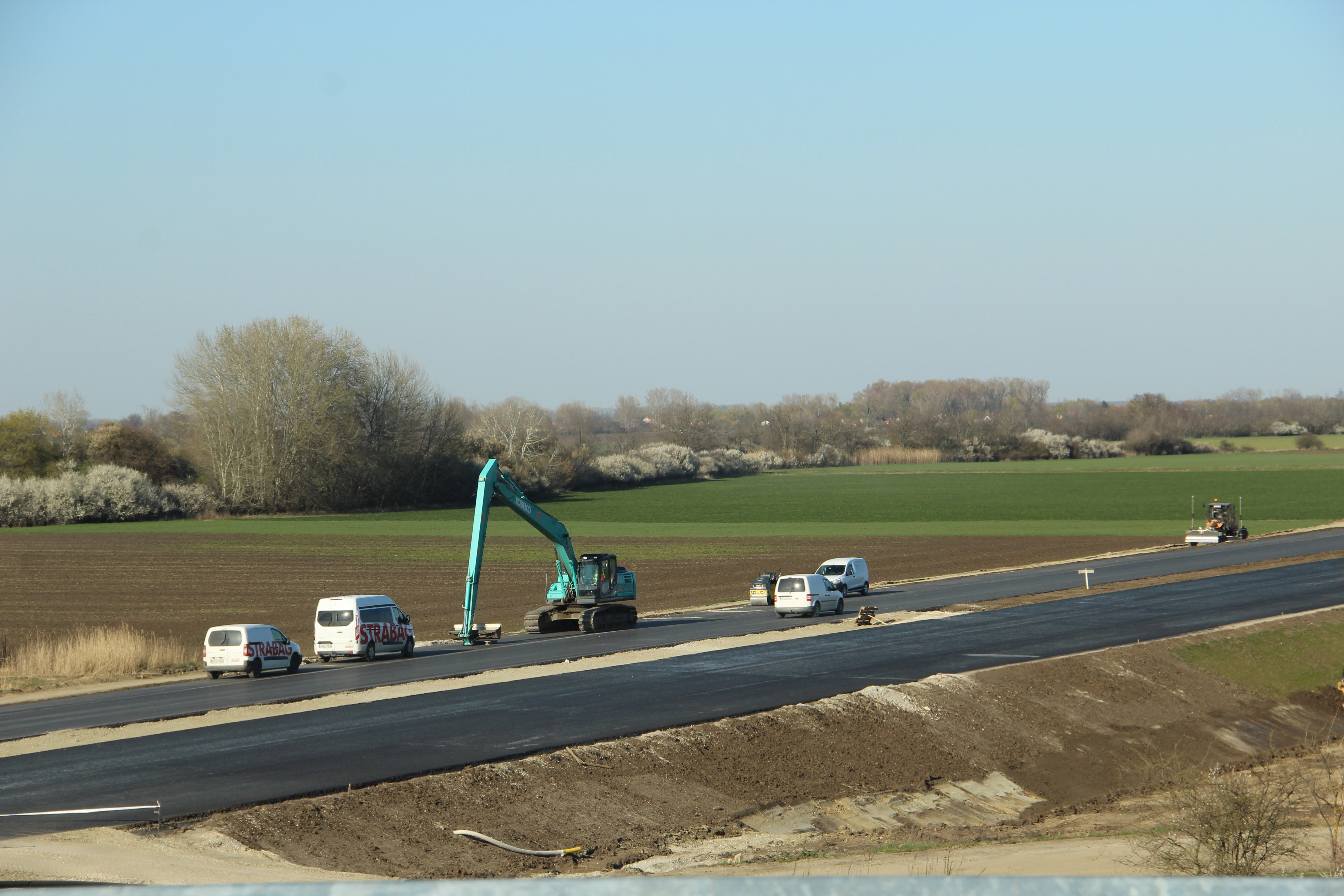
Kivitelezés Bogyoszló és Babót között 2020.04.
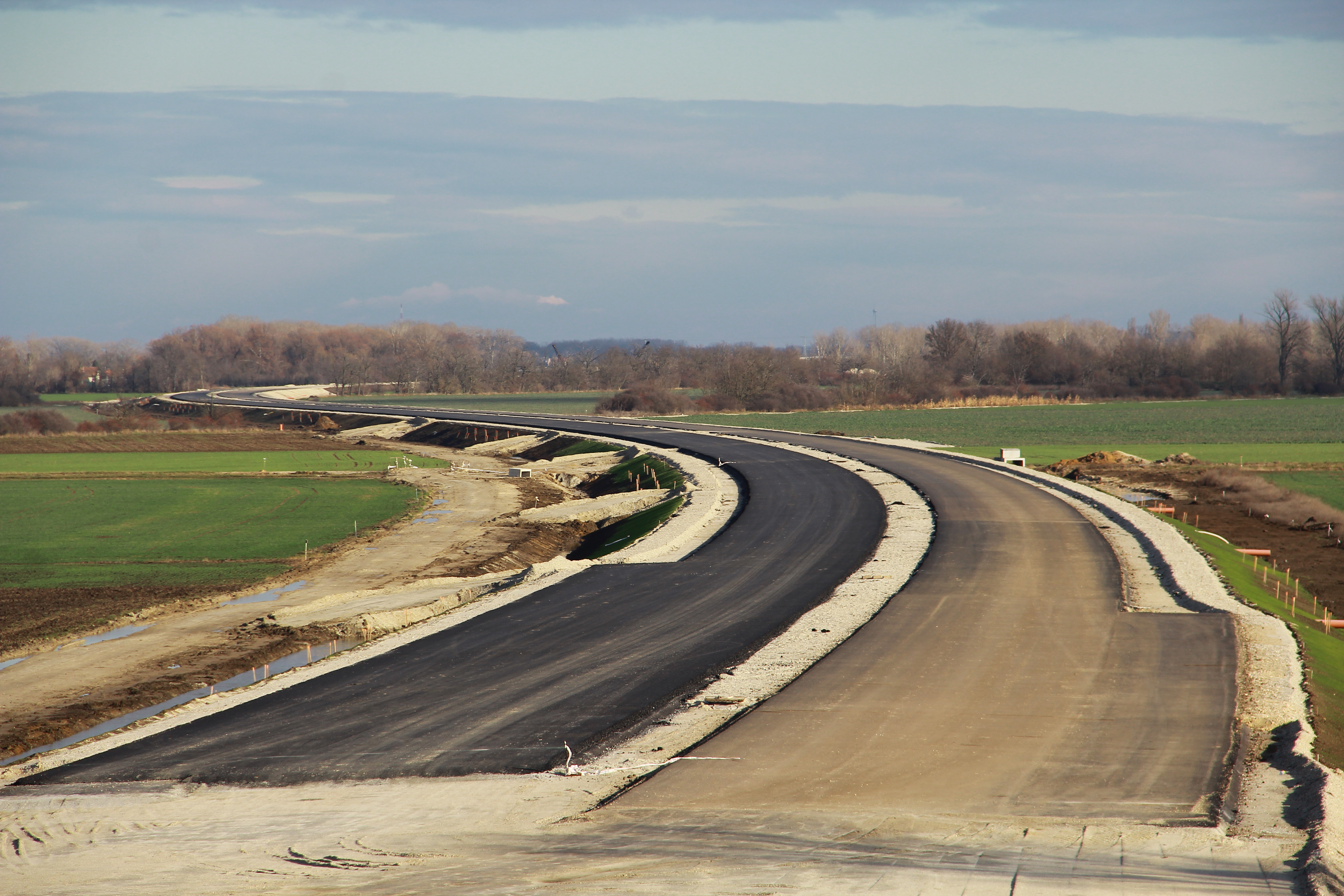
M85-ös építése Bogyoszló és Babót között 2019. december
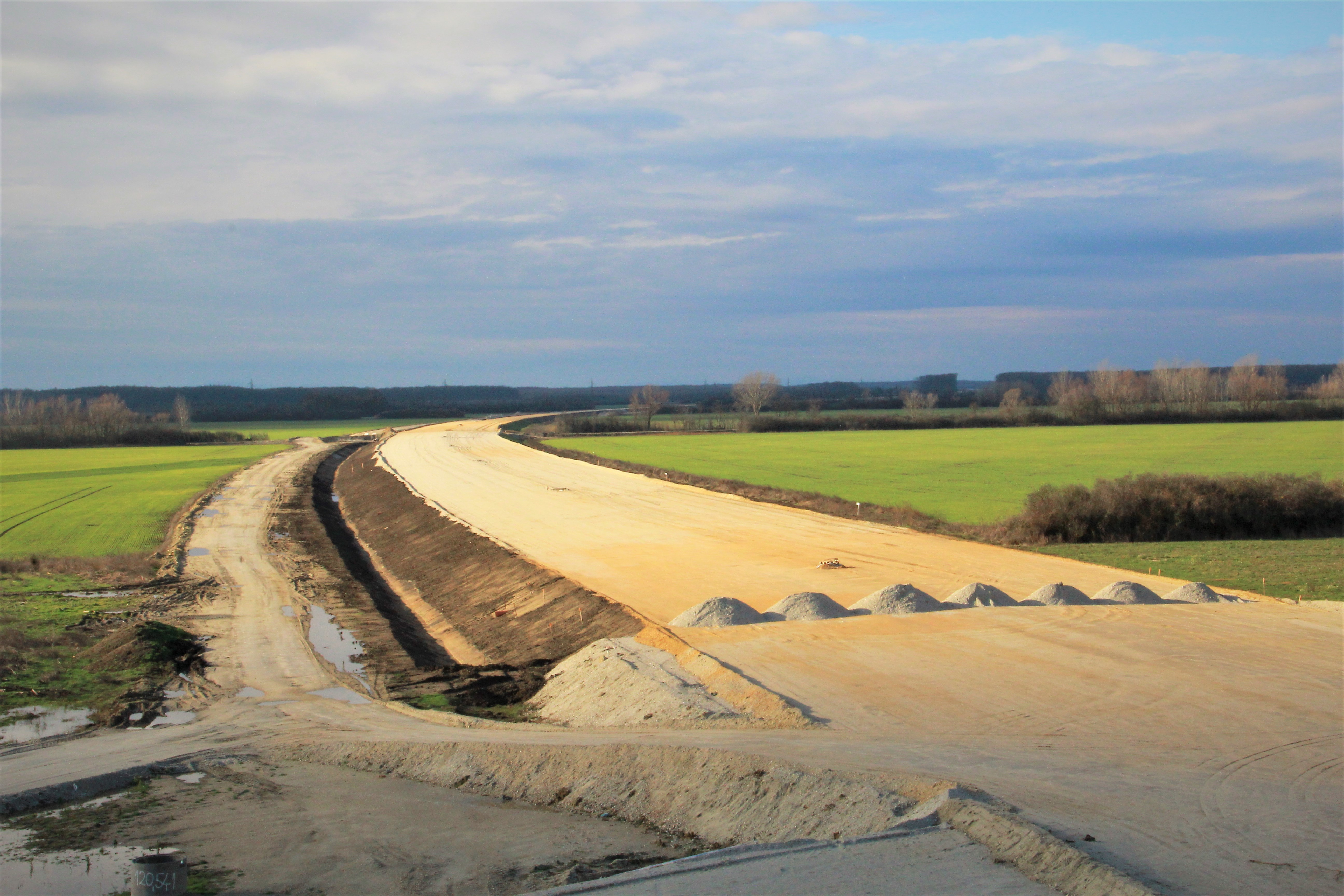
M85-ös Sopron felé, Babótnál, 2019. december
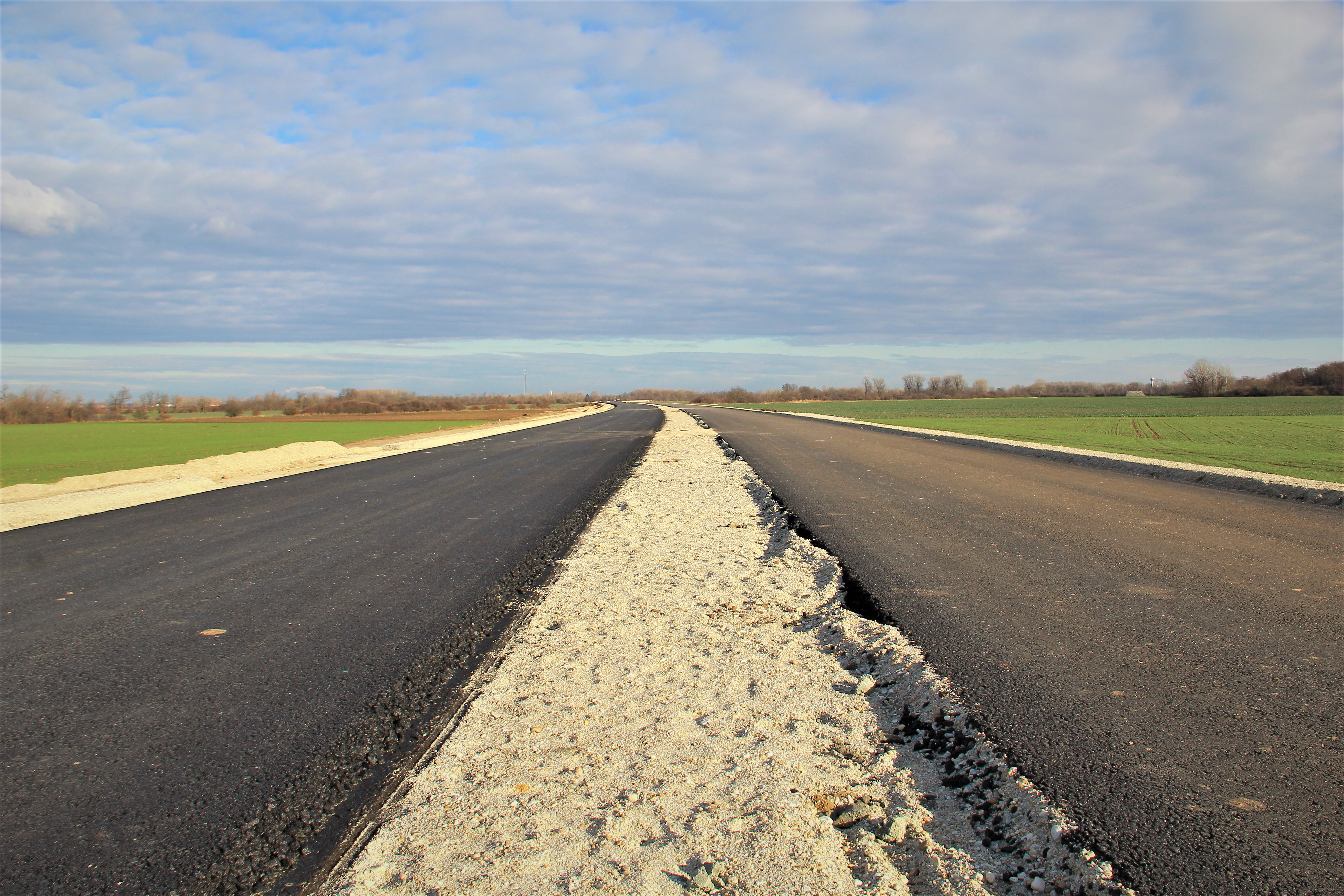
M85-ös építése Bogyoszló és Babót között
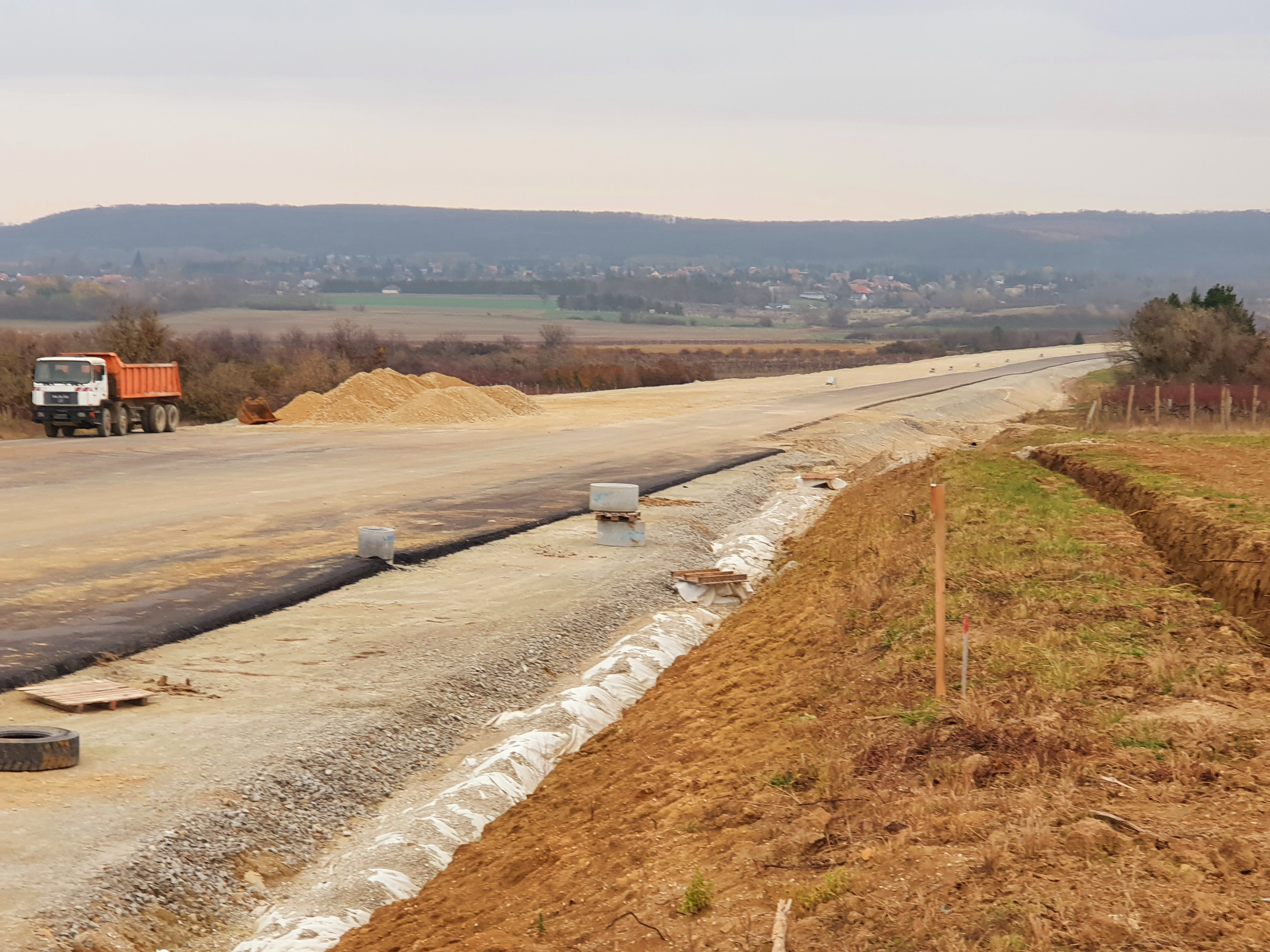
M85-ös építése a Soproni alagúthoz vezető szakaszon